# Erika Lux

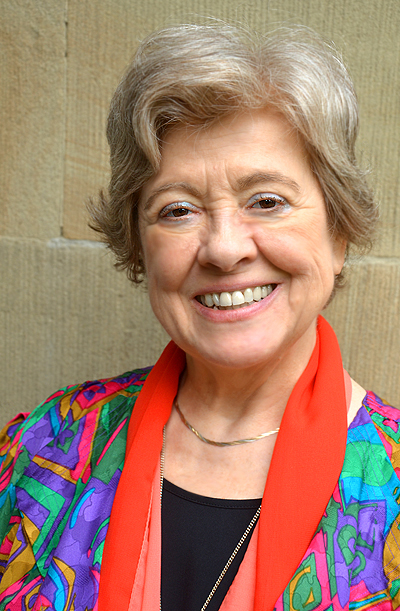
Erika Lux im Juni 2016 auf dem von Andor Izsák und dem Freundeskreis Hannover zur Woche der Brüderlichkeit veranstalteten Sommerfest in der Villa Seligmann

Erika Lux (* 25. Dezember 1946 in Budapest) ist eine ungarisch-deutsche Pianistin. Mit ihrem Spiel erwarb sie sich ein internationales Renommee, insbesondere als Interpretin ungarischer Musik und von Werken des Komponisten Franz Liszt.

## Leben
Geboren kurz nach dem Zweiten Weltkrieg in der ungarischen Hauptstadt Budapest, begann Erika Lux im Alter von drei Jahren Klavier zu spielen. Schon zwei Jahre später trat sie erstmals öffentlich auf und gab mit zwölf Jahren eine Aufführung von Mozarts Klavierkonzert F-Dur KV 459. Um 1963 begann Lux als 16-Jährige ihr Musikstudium in ihrer Heimatstadt an der Franz-Liszt-Musikakademie, das sie mit summa cum laude und mit dem „Grand Prix“ abschloss.
Im Alter von 19 Jahren war Erika Lux eine der Preisträgerinnen bei dem 1966 in Budapest ausgetragenen Liszt-Bartók-Musikwettbewerb. Die Auszeichnung war der Beginn einer ganzen Reihe von Ehrungen, „darunter Spitzenpreise beim Internationalen Musikwettbewerb der ARD in München, beim Debussy-Wettbewerb in dessen Geburtsort Saint-Germain-en-Laye und beim Madame Butterfly Wordwide Piano Competition in Tokio“. Für ihre Live-Konzerte und Einspielungen unter anderem von Werken Sergei Sergejewitsch Prokofjews wurde Lux vom Ungarischen Rundfunk ausgezeichnet. Der Landkreis Augsburg verlieh Lux einen Kunstpreis.
Ihr virtuoses Spiel vertiefte Erika Lux in mehreren Meisterkursen, unter anderem bei Wilhelm Kempff, der ihre Interpretation der Beethoven-Sonate op. 101 als „eine in jeder Hinsicht überzeugende Darstellung dieses schwierigen Werkes“ beschrieb.
Zum 100sten Todestag von Franz Liszt übertrug der Bayerische Rundfunk 1986 Erika Lux’ „Liszt-Rezital“, mit der sie die Konzertreihe zu Ehren des Komponisten mit Welturaufführungen eröffnete. Ihr Spiel des selten aufgeführte Opus 1 von Liszt, „die Urfassung der späteren Transzendental-Etüden“, legte Lux zum 200sten Geburtstag des Komponisten als Compact Disc vor, auf der auch ihre Transkriptionen der Gellert-Lieder und Beethovens Adelaide aufgenommen wurden. Zum selben Anlass trat sie in solo in New York auf – dort im selben Jahr 2011 auch beim „Music Summer Festival“ mit Mitgliedern des Orpheus Chamber Orchestra – und zudem beim Bebersee-Festival sowie beim Euro Music Festival in Wuppertal.
Lux ist Gründungspräsidentin der Deutschen Liszt Gesellschaft und wurde von der Regierung Ungarns mit der Verleihung der Franz-Liszt-Medaille geehrt.
Erika Lux gab Gastspiele bei den Salzburger Festspielen, in Flandern und Paris, trat mit dem Orchestre de la Suisse Romande auf sowie mit dem NHK-Sinfonieorchester in Tokio, dem Tivoli-Orchester in Kopenhagen, dem Symphonieorchester des Bayerischen Rundfunks, mit den Bamberger Symphonikern und den Dresdner Philharmonikern. Zur 2000-Jahr-Feier der Stadt Bonn führte sie unter der Leitung von Yehudi Menuhin 1989 Ludwig van Beethovens Klavierkonzert Nr. 1, C-Dur op. 15 auf. Im Cuvilliés-Theater in München konzertierte sie gemeinsam mit Peter Schreier mit Liedern von Beethoven und Lisztschen Klaviertranskriptionen.
1990 wurde Erika Lux als ordentliche Professorin an die damalige Hochschule für Musik und Theater in Hannover berufen. Lux saß seitdem in zahlreichen Wettbewerbs-Jurys, gab international besetzte Meisterkurse in aller Welt und leitete darüber hinaus etliche Kurse und Wettbewerbe für das Prima-vista-Spiel.
Als Interpretin ungarischer Musik gab Erika Lux Konzerte „in Paris, London, in der Schweiz, Italien, Österreich, in der ehemaligen Sowjetunion, in Norwegen, Polen, Japan und Kuba“. Als der Bayerische Rundfunk anlässlich der Überführung der sterblichen Überreste Bartóks 1988 von New York nach Budapest das Gedenkkonzert für den Komponisten ausrichtete, waren Erika Lux als Solistin gemeinsam mit der Sängerin Julia Hamari die Ausführenden. Zum 50. Todestag Bartóks spielte Erika Lux 1995 gemeinsam mit der NDR Radiophilharmonie das 3. Klavierkonzert Béla Bartóks. Aber auch zahlreiche andere Fernseh- und Rundfunkanstalten in Europa und Übersee produzierten Aufnahmen mit Erika Lux. Zahlreiche Einspielungen mit Werken von Bartók, Brahms, Haydn, Liszt, Ravel und Skrjabin liegen beim ungarischen Schallplattenlabel Hungaroton vor.
Erika Lux transkribierte Lieder von Hugo Wolf für Klavier und brachte 2004 ein ihr von Róbert Wittinger gewidmetes Werk im Palazzo Ricci in Montepulciano zur Uraufführung.

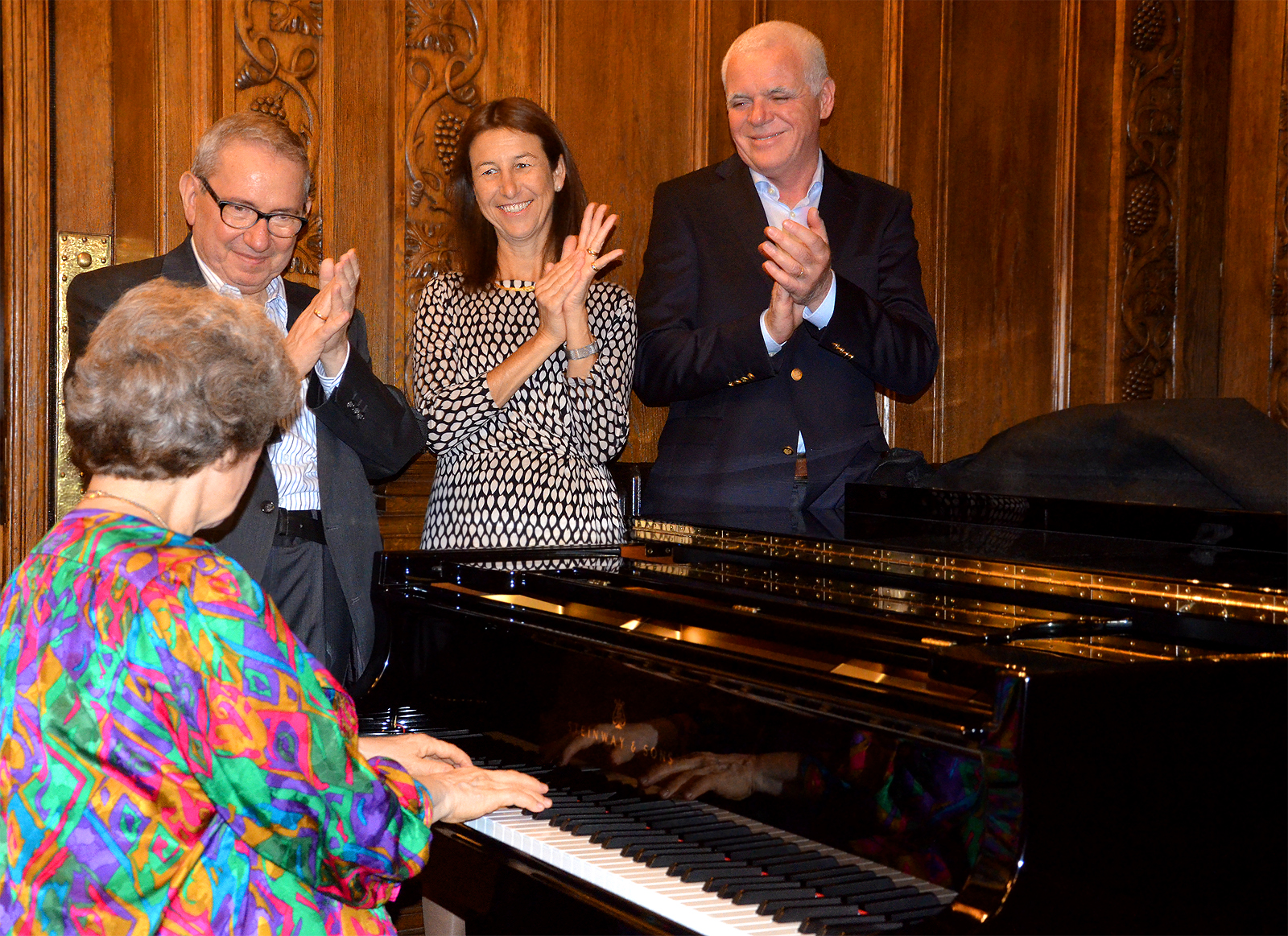
Erika Lux am Konzertflügel zum 72. Geburtstag von Andor Izsák (hinter ihr links), im Hintergrund rechts Marion und Claudio Esteban Seleguan

Vielfach forschte die katholisch getaufte Erika Lux, die 1983 Andor Izsák geheiratet hatte, den Gründer des in Hannover etablierten Europäischen Zentrums für Jüdische Musik in der Villa Seligmann, „gezielt nach zu Unrecht vergessenen Kompositionen vor allem jüdischer Komponisten“, deren Werke sie dann beispielsweise 2001 beim Jüdischen Festival in Budapest zur Aufführung brachte. 2005 war der Schumann-Saal in Düsseldorf sowie 2008 die Berliner Philharmonie Aufführungsort der von Lux wiederentdeckten jüdischen Komponisten. In Berlin spielte Lux die von ihr wiederentdeckte Hebräische Rhapsodie von Louis Lewandowski, konzertierte im Pariser Bösendorfer-Saal mit Klavierwerken von Charles Valentin Alkan.
Zu den Forschungsergebnissen von Erika Lux zählt das vielschichtige Œuvre von Moritz und Alexander Moszkowski, darunter die Aufführung der Valse brillante für acht Hände oder die gemeinsam mit dem Schauspieler Alexander May als Uraufführung dargebotene Parodie über die Anton Notenquetscher betitelte Faust-Szene. Zum 150. Geburtstag von Moritz Moszkowski führte Erika Lux in dessen Geburtsstadt Breslau (heute: Wrocław) dessen Klavierkonzert E-Dur op. 59 auf, zugleich ihr eigenes fünfzigstes Klavierkonzert.
Zudem engagiert sich Lux für die Sololiteratur, Klavierkonzerte und Kammermusiken von Claude Debussy und Maurice Ravel; deren Umsetzung als impressionistische Farbgebung mit dem Klavier zählen laut Erika Lux zu den „größten pianistischen Herausforderungen“.
Das ungarische Tourismusamt stellte Lux in die Reihe Berühmte Ungarn.

## Medienecho (Auswahl)
- Thorsten Schirmer (Verantw.): Klavierabend mit Erika Lux / Besonderes klassisches Konzert in St. Martini in Brelingen, Artikel in der Wochenzeitung Echo vom 28. April 2010; online-Ausgabe